# Dirk Oeghoede
Dirk Oeghoede (né en 1944 en Indonésie) est un peintre néerlandais.

## Biographie
Dirk Oeghoede est né à Ansus, (Irian Jaya) dans les Indes néerlandaises en 1944. 
À l'âge de 18 ans, il rentre aux Pays-Bas en 1969 et complète sa formation à l'Académie Royale d'Art et de Design de Bois-le-Duc, département de peinture / graphisme, entre autres Eugneѐ Marques. Dirk Oeghoede appartient au même mouvement artistique autour de la ville de Bois-le-Duc dans les années 1980, comme Cornelis de Voogd, Pieter Stoop, Johan Claassen, Johan de Mug, Henk Pieterse, Zita Theelen.
Puis ont suivi de nombreuses expositions au Canada et à l'étranger.
Par ailleurs Oeghoede a fait de nombreux voyages d'études à l'Indonésie. 
Pendant ces voyages, il a visité plusieurs îles et leurs cultures et a été affilié en tant que conférencier invité à l'Institut de Jakarta Art, où il expose aussi. 
Depuis 1984 il vit et travaille à Anvers, en Belgique. 

Les quatre éléments, eau, air, terre et feu sont monnaie courante dans son travail et il est obsédé par le chamanisme, où les quatre directions dans lesquelles l'homme s'oriente dans l'univers. 
Il est à plusieurs reprises, irrésistiblement attiré vers les tribus primitives dans les forêts tropicales de Sumatra. 
Le lien humain, la communication plus profonde, la signification des symboles, la spiritualité dans la vie quotidienne ... toutes ces expériences lui font lâcher prise et qui ont fortement influencé son art. 
Il rassemble deux cultures: la magie ancienne (Est) et le rationnel moderne (occidental) de l'art. 
En d'autres termes, il relie l'art du cœur avec l'art de penser.

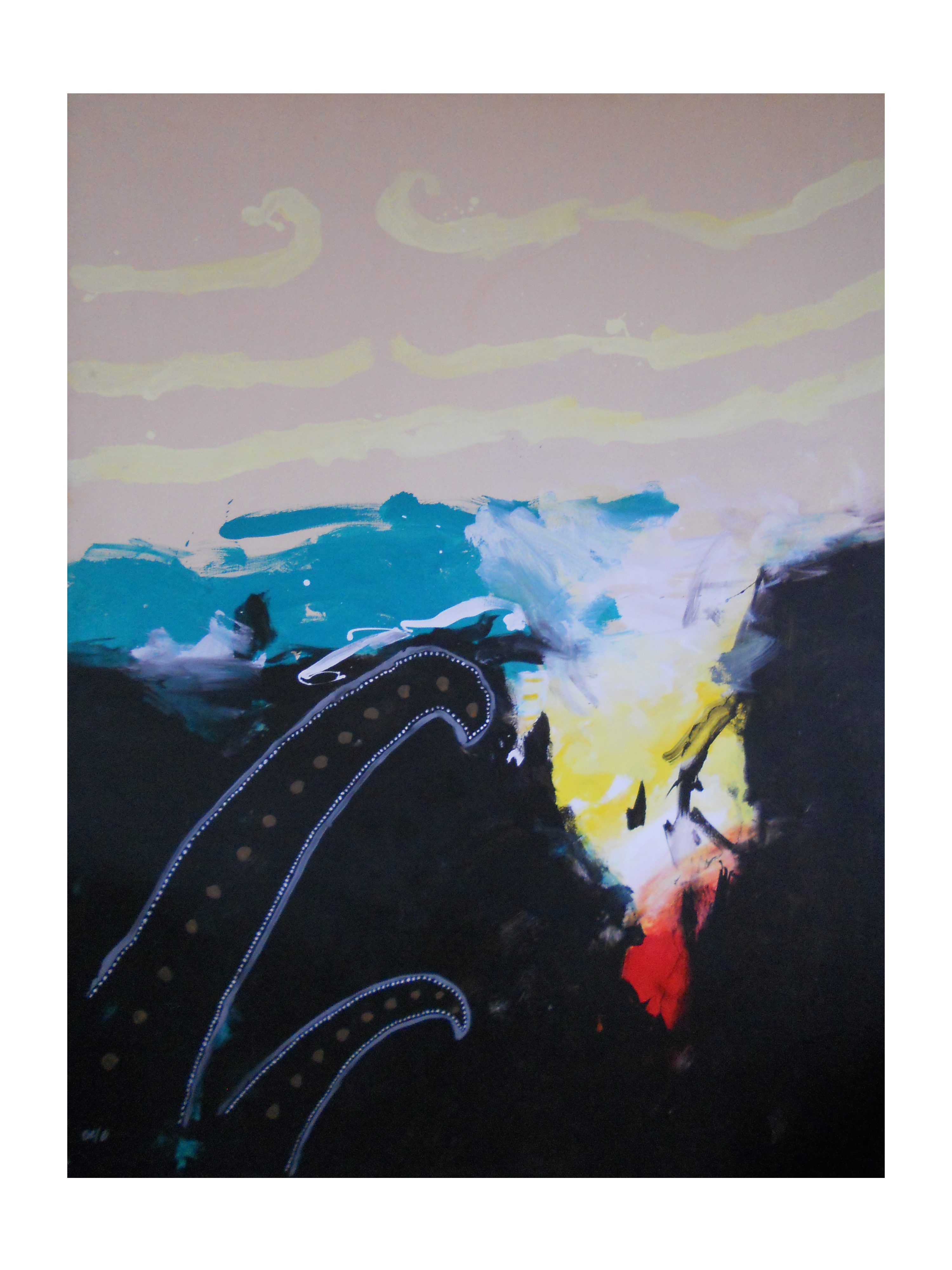
Lunar Energy, 1981, acrylique sur toile, 200 x 150 dirk oeghoede

## Expositions personnelles
- 1974 Galerie l'espace, Eersel aux Pays-Bas.
- 1977 Galerie l'espace, Eersel aux Pays-Bas.
- 1979 Galerie d'images & Anvil, Enschede, Pays-Bas.
- 1981 Galerie Pedjeshof, Grubbenvorst, Pays-Bas.
- 1983 Art Institute LPKJ, Jakarta, Indonésie.
- 1984 GOMME Studio (galerie privée) d'Anvers, Belgique.
- 1985  Galerie & Anvil, Enschede, Pays-Bas.
- 1986 Nouvelles Galerie Images, La Haye, Pays-Bas.
- 1987 Galerie Pond, Beveren-Waas, Belgique.
- 1988 Galerie d'art Garbarino, Monaco.
- 1989 Galerie Soemardja ITB, Bandung en Indonésie.
- 1990 Northern Arts, Zuidlaren, Pays-Bas (en collaboration avec Galerie de photos & Anvil).
- 1991 Group 2 Gallery Bruxelles, Belgique.
- 1991 La Galerie, Bois-le-Duc, Pays-Bas.
- 1993 Galerie d'images & Aambeeld, Enschede aux Pays-Bas.
- 1998 2005 Galerie & Anvil, Enschede, Pays-Bas.
- 2006 Sound & Anvil Awombo, (propre studio) Anvers, Belgique.
- 2007 Kunsthalle de Berne Suisse.
- 2008 Centre d'art de Delft aux Pays-Bas.

## Expositions de groupe
- 1974 TH Twente Enschede aux Pays-Bas.
- 1975 Pays Bas
- 1976 Kruithuis 's-Hertogenbosch Twentse Schouwburg, Pays-Bas.
- 1977 Dutch Art Fair, Amsterdam, Pays-Bas Sonesta.
- 1999 Centre pour les arts visuels Galerie d'exposition Galerie M17 aux Pays-Bas, Enschede Image Anniversaire.
- 2002 Image & Anvil, Enschede aux Pays-Bas.

## Conférencier invité
- 1983 Institut d'Art LPKJ, Jakarta (avec subvention du ministère de la Culture).
- 1988-1989 Faculté des Arts ITB à Bandung.

## les institutions suivantes employer et organiser des expositions
Galerie d'images & d'Anvil, Enschede, Pays-Bas.

## Les musées suivants / institutions travaillent dans leur collection
- Musée Noordbrabants, Bois-le-Duc, Pays-Bas.

## Collections publiques
- Rijksdienst voor Beeldende Kunst, La Haye
- Brabant-Septentrional
- Moluks Verenigingsgebouw, Vught
- Tehuis St. Jan Baptist, Bois-le-Duc
- TNT Post Kunstcollectie, La Haye
- TNT Art Collection, Bois-le-Duc

## Collections privées

### Collections travers Galerie & Anvil
- Kruisvereniging, Enschede.
- Oad, Holten.
- Waterschap Regge & Dinkel,
- Collectie Kremers, Almelo
- Collectie Eibergen,Danmark
- Collectie Kuks, Australie.
- Collectie Betman/Haveman, Enschede.

### Collections particulières
- Aux Pays-Bas : Eindhoven, Bois-le-Duc, Eersel, Rotterdam, La Haye, Enschede, Rijswijk, Best, Oisterwijk, Arnhem, Breda.
- Anvers, Belgique.
- Essen, Allemagne.
- Brasschaat, Belgique.
- Perpignan, France.
- Monaco.